# Dörrsjölokarna (Ovikens socken, Jämtland, 698437-139819)
Dörrsjölokarna är en sjö i Bergs kommun i Jämtland och ingår i Indalsälvens huvudavrinningsområde.